# Xanthocephalus
Xanthocephalus là một chi chim trong họ Icteridae.